# Minh Tâm, Hớn Quản
Minh Tâm là một xã thuộc huyện Hớn Quản, tỉnh Bình Phước, Việt Nam.
Xã Minh Tâm có diện tích 73,69 km², dân số năm 2007 là 5.132 người, mật độ dân số đạt 70 người/km².